# Fundacja Liderzy Przemian
Fundacja Liderzy Przemian (FLP) (ang. Leaders of Change Foundation) – organizacja pozarządowa powołana w lutym 2016 r. przez Polsko-Amerykańską Fundację Wolności (PAFW). Głównymi zadaniami Fundacji jest administrowanie wieloletnimi finansowanymi przez PAFW programami:
- Programem Stypendialnym im. Lane’a Kirklanda[2];
- Programem Study Tours to Poland[3].

Fundacja również z ramienia PAWF wraz z Centrum Europejskim w Natolinie oraz German Marshall Fund współorganizuje Warszawską Letnią Akademię Euro-Atlantycką WEASA.
Fundacja realizuje swoją misję poprzez: dzielenie się doświadczeniami Polski z procesu transformacji systemowej oraz integracji euroatlantyckiej, promowanie wartości demokratycznych, obywatelskich, związanych z gospodarką rynkową, promocją Polski jako kraju zainteresowanego budowaniem współpracy, wspieraniem dyplomacji społecznej, wspieraniem polskich i zagranicznych organizacji pozarządowych, instytucji prywatnych i publicznych.
Zarząd FLP: Agata Wierzbowska-Miazga (Prezes Zarządu), Urszula Sobiecka, Mirosław Skórka.
Hasło Fundacji: „Tworzymy środowisko ludzi, którzy wierzą w sens zmian”.